# Jimmy Ashcroft
James „Jimmy“ Ashcroft (* 12. September 1878 in Liverpool, England; † 9. April 1943 ebenda) war ein englischer Fußballtorhüter.
Der in Liverpool geborene Ashcroft spielte zunächst für verschiedene Mannschaften in der Region, war dabei auch kurzzeitig als Amateur beim FC Everton aktiv, bevor er es ihn in den Süden zog, wo er 1899 in der Southern League für ein Jahr als Stammtorhüter von Gravesend United (28 Ligaeinsätze) spielte. Dort entdeckte ihn der in der Nähe gelegene Verein Woolwich Arsenal, der in der Profiliga Football League spielte. Im Juni des Jahres 1900 unterschrieb Ashcroft seinen einen ersten Profivertrag bei den „Gunners“.
Am 5. September 1900 debütierte Ashcroft in der Partie gegen die Burton Swifts. Obwohl die Begegnung mit 0:1 verloren ging, war Ashcroft auf Anhieb Stammspieler und behielt diese Position für den Rest der Saison und der daran anschließenden Spielzeit inne. Er absolvierte 17 der 34 Meisterschaftsspiele in der Saison 1901/02 ohne Gegentor. In diese Zeit fiel auch eine Serie von sechs aufeinander folgenden „Zu-Null-Spielen“, die noch bis zum Jahre 1998 Vereinsrekord bedeutete (Alexander Manninger stellte diese Bestmarke dann ein). Der FC Arsenal schloss in dieser Spielzeit die Tabelle auf dem fünften Platz in der zweitklassigen Second Division ab und ließ in der Folgesaison einen dritten Rang folgen.
Mit 20 Spielen ohne Gegentor – ebenfalls Vereinsrekord – stieg der FC Arsenal mit Ashcroft nach Abschluss der Saison 1903/04 in die First Division auf und als der Torhüter in der Saison 1904/05 mittlerweile seinen 154. Einsatz ohne Unterbrechung ablieferte, war dies ebenfalls eine Bestmarke innerhalb des Klubs, die erst über zwei Jahrzehnte später von Tom Parker verbessert werden konnte. In den beiden Spielzeiten 1905/06 und 1906/07 erreichte Arsenal mit Ashcroft zwischen den Pfosten jeweils das Halbfinale im FA Cup. Zudem kam der Arsenal-Torwart während der British Home Championship bei allen drei Partien der englischen Nationalmannschaft zum Einsatz (England gewann zwei Spiele und unterlag in einem weiteren, wodurch sie diesen Wettbewerb gemeinsam mit Schottland gewannen). Mit diesen Einsätzen war Ashcroft zudem der erste englische Nationalspieler aus den Reihen des FC Arsenal. Zu weiteren Länderspielen kam es für ihn hingegen nicht mehr.
Insgesamt absolvierte Ashcroft für den FC Arsenal 303 Partien in acht Spielzeiten. Da den Klub im Sommer 1908 massive finanzielle Probleme bedrückten, verkaufte ihn die Vereinsführung an die Blackburn Rovers. Dort spielte er weitere 120 Mal, erreichte in der Saison 1910/11 erneut ein FA-Cup-Halbfinale und gewann in der Saison 1911/12 gar die englische Meisterschaft. Nur ein Jahr später stellten ihn die Rovers jedoch frei und Ashcroft begab sich auf die Suche, einen neuen Verein zu finden. Da sich dies als schwierig herausstellte, gab er sogar eine Anzeige in der Zeitung The Athletic News auf, in der zu lesen war:
J Ashcroft, goalkeeper, Blackburn Rovers, open for engagement; free transfer - Willaston Road, Walton, Liverpool.
Er unterschrieb schließlich noch einen Vertrag bei den Tranmere Rovers, wo er noch zwei weitere Spielzeiten absolvierte und als Stammtorhüter 1914 die Ligameisterschaft gewann, bevor er im Frühjahr 1915 gesundheitsbedingt seine Laufbahn beenden musste.
1943 verstarb er im Alter von 64 Jahren.